# Nikolaj Germogenov
Nikolaj Germogenov (Jakoetsk, 26 augustus 1990) is een Russische dammer. 
Hij eindigde in 2006 op het Europees kampioenschap voor aspiranten na Andrej Toltsjikau op de 2e plaats voor Ajnoer Sjajbakov en in 2008 op het wereldkampioenschap voor junioren na Andrej Toltsjikau op de met Pieter Steijlen gedeelde 2e plaats. 
Hij behaalde in het Russisch kampioenschap in 2014 de titel, in 2019 de 2e plaats en in 2015 en 2018 de 3e plaats. 
Zijn beste resultaten in internationale kampioenschappen zijn de 5e plaats in het Europees kampioenschap 2018 in Moskou en de 14e plaats in het wereldkampioenschap 2019 in Yamoussoukro. 

## Resultaten in internationale kampioenschappen
Hij nam twee keer deel aan het Europees kampioenschap met de volgende resultaten: 
| Jaar | Locatie | Klassering | Score | W–R-V |
| ---- | ------- | ---------- | ----- | ----- |
| 2014 | Tallinn | 24e        | 9-10  | 2-6-1 |
| 2018 | Moskou  | 5e         | 9-11  | 3-5-1 |

Hij nam één keer deel aan het wereldkampioenschap met het volgende resultaat: 
| Jaar | Locatie      | Klassering | Score | W-R-V  |
| ---- | ------------ | ---------- | ----- | ------ |
| 2019 | Yamoussoukro | 14e        | 19-16 | 2-12-5 |